# Eleccions legislatives austríaques de 1970
Les eleccions legislatives del 1970 a Àustria, al Consell Nacional van ser l'1 de març de 1970. Els socialdemòcrates foren la força més votada i Bruno Kreisky fou nomenat canceller en un govern de minoria amb suport puntual dels liberals, liderats per l'antic Waffen-SS Friedrich Peter.

## Resultats
Resum dels resultats electorals d'1 de març de 1970 al Consell Nacional d'Àustria
| Partits                    | Partits | Vots      | +/- | %     | +/-  | Escons | +/- |
| -------------------------- | --- | --------- | --- | ----- | ---- | ------ | --- |
|                            | Partit Socialdemòcrata d'Àustria (Sozialdemokratische Partei Österreichs)                                     | 2.221.981 |     | 48,4  | +5,8 | 81     | +7  |
|                            | Partit Popular d'Àustria (Österreichische Volkspartei)                                                        | 2.051.012 |     | 44,7  | -3,3 | 78     | -7  |
|                            | Partit Liberal d'Àustria (Freiheitliche Partei Österreichs)                                                   | 253.425   |     | 5,5   | +0,1 | 6      | =   |
|                            | Partit Comunista d'Àustria (Kommunistische Partei Österreichs)                                                | 44.750    |     | 1,0   | -0,6 | —      | ±0  |
|                            | Partit Progresista Democràtic Demokratische Fortschrittliche Partei (DFP-Liste Franz Olah)                    | 14.295    |     | 0,3   | -0,3 | -      | -   |
|                            | NPD Àustria                                                                                                   | 2.631     |     | 0,1   | -    | -      | -   |
|                            | Per a la humanitat, la justícia i la llibertat a Àustria Für Menschlichkeit, Recht und Freiheit in Österreich | 237       |     | 0,3   | -0,3 | -      | -   |
|                            | Total (participació 90,95%)                                                                                   | 4.589.192 |     | 100.0 |      | 165    |     |
| Font: Siemens Austria, BMI | |           |     |       |      |        |     |